# Just Dennis
Albums de Dennis Brown
Superstar
(1973) The Best Of Dennis Brown
(1975)
Just Dennis (sous-titré "The Observer" Presents Dennis Brown) est un album de Dennis Brown produit par Winston "Niney" Holness, enregistré en 1974 et paru en 1975.
Il contient deux reprises, l'une des Paragons (Only A Smile), l'autre de Ken Boothe (Silver Words, reprise de Sixto Rodriguez). En outre, le morceau Yagga Yagga (You'll Suffer) reprend en partie l'air de Norwegian Wood (This Bird Has Flown) des Beatles.
Le disque est édité aux États-Unis en 1978 par Sonic Sounds, puis réédité au Royaume-Uni en 1980 par Trojan.

## Titres
| 1. | Show Us The Way | Dennis Brown | 2:40 |
| 2. | Cassandra       | Dennis Brown | 2:58 |
| 3. | Run Too Tuff    | Dennis Brown | 2:43 |
| 4. | Westbound Train | Dennis Brown | 3:09 |
| 5. | Africa          | Dennis Brown | 3:37 |
| 6. | Love Jah        | Dennis Brown | 3:06 |

| 1. | No More Will I Roam         | Dennis Brown | 3:34 |
| 2. | Some Like It Hot            | Dennis Brown | 3:04 |
| 3. | Conqueror                   | Dennis Brown | 2:28 |
| 4. | Only A Smile                | John Holt    | 3:15 |
| 5. | Silver Words                | Ken Boothe   | 2:47 |
| 6. | Yagga Yagga (You'll Suffer) | Dennis Brown | 2:46 |